# Rautusakkara
Rautusakkara är ett naturreservat och Natura 2000-område i Kiruna kommun strax söder om Esrange. Reservatet innefattar ett svårtillgängligt bergsområde med tall- och granurskogar.